# ピカピカまっさいチュウ
『ピカピカまっさいチュウ』は、ポケモンキッズ&オーキド博士（石塚運昇）（+ピカチュウ（大谷育江））のシングル。1998年7月18日発売。

## 収録曲
1. なつやすみファンクラブ [4:07]
歌：ポケモンキッズ、ポケモンママさん（+ピカチュウ）
作詞：戸田昭吾
作曲・編曲：たなかひろかず
2. ピカピカまっさいチュウ [4:21]
歌：ポケモンキッズ、オーキド博士（+ピカチュウ）
作詞：戸田昭吾
作曲・編曲：たなかひろかず
3. プール（11才の夏） [4:38]
歌：ヒロキ、ミドリ
作詞：戸田昭吾
作曲・編曲：たなかひろかず
4. あたらしい ともだち [1:49]
歌：じゅり
作詞：戸田昭吾
作曲・編曲：たなかひろかず
5. ピカピカまっさいチュウ (カラオケ) [4:20]
作曲・編曲：たなかひろかず
カップリング1曲目のカラオケバージョン。

## 参加ミュージシャン
ポケモンキッズ
- ポケモンキッズ：Vocal (#1,2)
- ヒロキ：Vocal (#3)
- ミドリ：Vocal (#3)
- じゅり：Vocal (#4)

Support Musician
- たなかひろかず：Synthesizer (#1,2,5)、Programmed (#2)
- 渡部チェル：Manipulator (#1,2,5)、Keyboards (#2,4,5)、Organ (#3)
- 伝田一正：Guitar (#1,2,5)
- 松原正樹：Guitar (#3,4)
- 藤沢秀樹：Bass (#2,5)
- 美久月千晴：Bass (#3,4)
- 酒井彰：Drums (#2,5)
- 山木秀夫：Drums (#2,5)
- 斉藤謙策：Percussion (#2,5)
- 数原晋：Trumpet (#3)

## タイアップ
- 東宝配給短編アニメ映画『ピカチュウのなつやすみ』オープニングテーマ (#1)
- 東宝配給短編アニメ映画『ピカチュウのなつやすみ』エンディングテーマ (#2)
- 東宝配給短編アニメ映画『ピカチュウのなつやすみ』イメージソング (#3)
- 東宝配給短編アニメ映画『ピカチュウのなつやすみ』劇中歌 (#4)

## 収録アルバム
- ポケモン♪ベストコレクション (#1,2)
- ポケットモンスター 映画アニメ主題歌ソング集パーフェクトベスト 1998-2003 (#1,2)

## カバー
ピカピカまっさいチュウ
- 矢野かおり - 1999年発売『ワーイ！　わたしとぼくのうたとカラオケだい!!』（キープ／キングレコード、NKCD-3099）収録。